# 三島来夢
三島 来夢（みしま らいむ 1981年3月15日 - ）は、日本の元プロレスラー。

## 経歴
闘龍門の5期生として入門後にT2Pの一員としてメキシコへ渡り、2000年11月10日にデビュー。当初は青タイツにレガース、得意技など新日本プロレスの永田裕志を意識したキャラクターだった。しかし負け試合が続いたため、ミラノ・コレクションA.T.から戦力外通告を受けT2Pをリストラ、闘龍門JAPANに移籍する。正規軍、新M2Kに所属するがここでも不甲斐ない試合が続き、M2Kを解雇される。その後、岩佐卓典と岩佐軍団を結成しようと画策するが岩佐が15番勝負で1勝もできなかった（全て三島がリング内にタオルを投げた事によるTKO負け）ため失敗。途中にストーカー市川が相手で勝ちが確定していたが、岩佐がカバージョを仕掛けたことに興奮し、間違えてタオルを投げ入れてしまった。ちなみに15番勝負の最後の相手を勤めている。
岩佐と共にアメリカへ武者修行の旅に出る。アメリカでの武者修行後、偽アメリカ人ギミックのダニエル三島としてマイケル岩佐とフロリダ・ブラザーズを結成し帰国。以降、インチキな反則勝ちを繰り返してタッグマッチで連戦連勝し、ギャグ要員として人気を獲得する。
2004年にはDRAGON GATE移籍後、フロリダ・ブラザーズ100連勝を達成した試合にて、岡村隆志社長から、できちゃった結婚をしている事が暴露される（本人は婚約後に妊娠が発覚したから、できちゃってました婚だと主張している）。その際、100連勝のボーナスである100万円は御祝儀として、全て三島に渡された。
2005年3月のオープン・ザ・ブレイブゲート初代王者決定トーナメントに出場し大健闘するが、準決勝の土井成樹戦で頭部を割る重傷を負い敗退。4月に復帰。
2006年にストーカー市川との敗者キャラクター剥奪マッチに敗れ、フロリダブラザーズは解散、リングネームを本名に戻して活動していたが、7月1日付で谷嵜なおきと共にDRAGON GATEを自由契約扱いとなり事実上の退団。本人によれば「大人の事情で半年間はプロレス活動が出来ない」とのことである。その直後にDRAGON GATEに登場したマスクマンの正体とも噂されていたが、実は11月より、健介オフィス入りを志願し、道場で練習をしていた。
2007年2月11日に行われる健介オフィス旗揚げ興行（ディファ有明）のセミファイナル、小島聡戦が観客のほぼ全員に認められ、晴れて入団が決定。2月12日に全日本プロレス後楽園大会に佐々木健介のセコンドについた際に対戦相手でDRAGON GATE時代の後輩でもある"brother"YASSHIらに襲撃される。その経緯を受け、2月17日健介と組んで、TARU、SUWA組と対戦したが敗戦となる。その後、頚椎ヘルニアを患い選手生活を断念。6月25日付けで引退することになった。首の負傷のため引退試合も行われない模様。

## 得意技
バックドロップ
ダニ☆エ〜ル
バズソーキック
仰向けになった相手の上半身を起こして相手の左側頭部を振り抜いた右足の甲で蹴り飛ばす。
各種キック